# Partimage
Partimage je v informatice nástroj pro zálohování disků v prostředí Linuxu/Unixu. Partimage dokáže ukládat diskové oddíly nejrůznějších formátů do diskového obrazu a následně je z tohoto obrazu opět obnovit. Partimage nabízí podporu většiny souborových systémů používaných v Linuxu i Microsoft Windows. Výsledný obraz může být komprimován pro ušetření diskového prostoru a rozdělen do několika menších souborů, které mohou být vypáleny na CD nebo DVD. Diskové oddíly mohou být ukládány i přes počítačovou síť například použitím Samby. Partimage je k dispozici v mnoha distribucích Linuxu včetně specializovaných, jako například SystemRescueCd.

## Funkce
Partimage kopíruje data pouze z použitých částí oddílů, tudíž nejsou do výsledného obrazu disku kopírovány prázdné bloky. Tím se dosáhne menšího souboru, než za použití unixového příkazu dd, který kopíruje vše. Při použití komprimace gzip lze komprimovat 1 GB soubor až na 400 MB.
Při vytváření obrazu disku si lze vybrat ze čtyř úrovní komprimace.
| Druh  | Popis úrovně komprimace                 |
| ----- | --------------------------------------- |
| none  | bez komprimace                          |
| gzip  | malý soubor, rychlá komprimace          |
| bzip2 | velmi malý soubor, pomalejší komprimace |
| lzo   | malý soubor, velmi rychlá komprimace    |

## Podporované souborové systémy
Partimage ukládá pouze použité bloky diskových oddílů a proto musí rozumět struktuře souborového systému. Nelze tedy uložit nepodporovaný souborový systém.
| Název      | Popis                          | Stav           |
| ---------- | ------------------------------ | -------------- |
| ext2/ext3  | linuxový standard              | stabilní       |
| ext4       | vylepšená verze ext3           | nepodporováno  |
| reiserfs-3 | Žurnálovací souborový systém   | stabilní       |
| FAT16/32   | Souborový systém DOS a Windows | stabilní       |
| HPFS       | Souborový systém IBM OS/2      | stabilní       |
| JFS        | Žurnálovací souborový systém   | stabilní       |
| XFS        | Žurnálovací souborový systém   | stabilní       |
| UFS        | Souborový systém Unix          | beta           |
| HFS        | Souborový systém MacOS         | beta           |
| NTFS       | Windows NT, 2000 a XP          | experimentální |